# ジャン＝パトリック・マンシェット
ジャン＝パトリック・マンシェット（英:Jean-Patrick Manchette、1942年12月19日 - 1995年6月3日）はフランスの小説家、推理作家。

## 人物
マルセイユ出身。パリ大学卒業。哲学及び英文学を専攻。
大学在学中から左翼の過激派に所属。五月革命を経験。
1970年代から1980年代にかけて暗黒小説（roman noir）と呼ばれる犯罪小説を発表。
1972年、"Ô dingos, ô châteaux!"（『狼が来た、城へ逃げろ』）でフランス推理小説大賞を受賞。

## 作品
- "Laissez bronzer les cadavres"（ジャン＝ピエール・バスティッドとの共著, 1971年）
- "L'affaire N'Gustro"（1971年）
- "Ô dingos, ô châteaux!"（1972年）

『狼が来た、城へ逃げろ』（岡村孝一訳、早川書房［ハヤカワ・ポケット・ミステリ］）
『愚者が出てくる、城寨が見える』（中条省平訳、光文社［光文社古典新訳文庫］）
- "Nada"（1972年）

『地下組織ナーダ』（岡村孝一訳、早川書房［ハヤカワ・ポケット・ミステリ］）
- "L'homme au boulet rouge"
- "Morgue pleine"
- "Que d'os!"（1976年）

『危険なささやき』（藤田宜永訳、早川書房［ハヤカワ・ミステリ文庫］）
1981年に映画化
- "Le petit bleu de la côte ouest"（1976年）

『殺しの挽歌』（平岡敦訳、学習研究社）
- "Fatale"（1977年）

『殺戮の天使』（野崎歓訳、学習研究社）
- "La Position du tireur couché"（1981年）

『眠りなき狙撃者』（中条省平訳、学習研究社）、のち河出文庫
2015年に『ザ・ガンマン』で映画化